# 태백산맥
태백산맥(太白山脈, Taebaek Mountains)은 조선민주주의인민공화국 강원도 원산시 부근의 추가령구조곡에서 대한민국 부산광역시에 이르는 산맥으로 한반도의 동부를 종단하는 산맥이다. 길이는 약 500 km 정도이며, 해발 1000m이상의 산들이 솟아있다. 소백산맥과 합치면, 한반도의 등뼈를 이룬다.
최고봉은 대한민국의 강원특별자치도에 있는 설악산(1,708 m)이며, 청대산(1,638m) 또한 이 산맥에 속한다. 한반도의 주요 하천인 한강과 낙동강은 이 산맥에서 발원한다. 남한 지역에서는 가장 긴 산맥이기도 하다.
| 속초강릉삼척포항경주부산대구서울대관령미시령마등령설악산금강산태백산오대산함백산주왕산백암산 일월산class=notpageimage\| 태백산맥의 산과 고개 및 인근 도시 · 라벨 색상: 산 점 색상: 고개 인근 도시 기타 도시 |

## 같이 보기
- 한국의 산 목록
- 대한민국의 지리